# Victoria Mallory
Victoria Mallory, all'anagrafe Victoria Morales (20 settembre 1948 – 30 agosto 2014) è stata un'attrice e cantante statunitense.

## Biografia
Debutta a Broadway nel 1968, quando interpreta la protagonista Maria nel revival del Lincoln Center di West Side Story con Kurt Peterson nel ruolo di Tony. Nel 1971 recita ancora con Kurt Peterson nella produzione originale del musical Follies a Broadway nel ruolo di Heidi da giovane e poi Sally da giovane. Nel 1973 recita a Broadway per l'ultima volta, nel cast originale di A Little Night Music; qui conosce il futuro marito Mark Lambert, che sposa nel 1975. La coppia ha avuto una figlia, Ramona Mallory Lambert, che ha ricoperto il ruolo di Anne, il ruolo interpretato per la prima volta dalla madre, nel revival di Broadway di A Little Night Music del 2010. Da allora ha recitato in diversi musical e operette in diversi teatri prestigiosi negli Stati Uniti, tra cui: Kismet (Los Angeles, 1976; San Francisco, 1977), She Loves Me (Florida, 1989), Hello, Dolly! (St. Louis, 1998) e Camelot (Irish Rep Theatre, 2011).
È morta nell'agosto 2014 a causa di cancro al pancreas.

## Filmografia
- Febbre d'amore - serie TV, 1 episodio (1977)
- Santa Barbara - soap opera, 28 episodi (1991)
- Terra promessa - serie TV, 1 episodio (1996)
- Il tocco di un angelo - serie TV, 3 episodi (1995-2000)
- Everwood - serie TV, 2 episodi (2005)

## Doppiatrici italiane
- Roberta Greganti in Santa Barbara